# Ketoprofén
El ketoprofén o ketoprofèn, és l'àcid (R,S)-2-(3-benzoilfenil)-propiònic (C16H14O₃), un AINE de la classe dels àcids propiònics amb efectes analgèsic, antiinflamatori i lleugerament antipirètic. Actua inhibint la producció corporal de prostaglandina amb la inhibició reversible de l'enzim COX-2, responsable d'aquesta síntesi a partir d'àcid araquidònic.
A Espanya es comercialitza com a EFG, Fastum i Orudis; i sobretot en forma de gel al 2,5% per a aplicació tòpica.
A molts països, incloent-hi Espanya, l'enantiòmer òptic "S" pur (dexketoprofèn) està disponible a la venda. L'específica formulació oral fa que s'absorbeixi ràpidament pel tracte gastrointestinal tenint un inici ràpid dels efectes.

## Remarques
1. ↑  Ketoprofén en pronúncia occidental i ketoprofèn en pronúncia oriental. Per a més informació, consulteu: el Llibre d'estil